# Park pontonowy

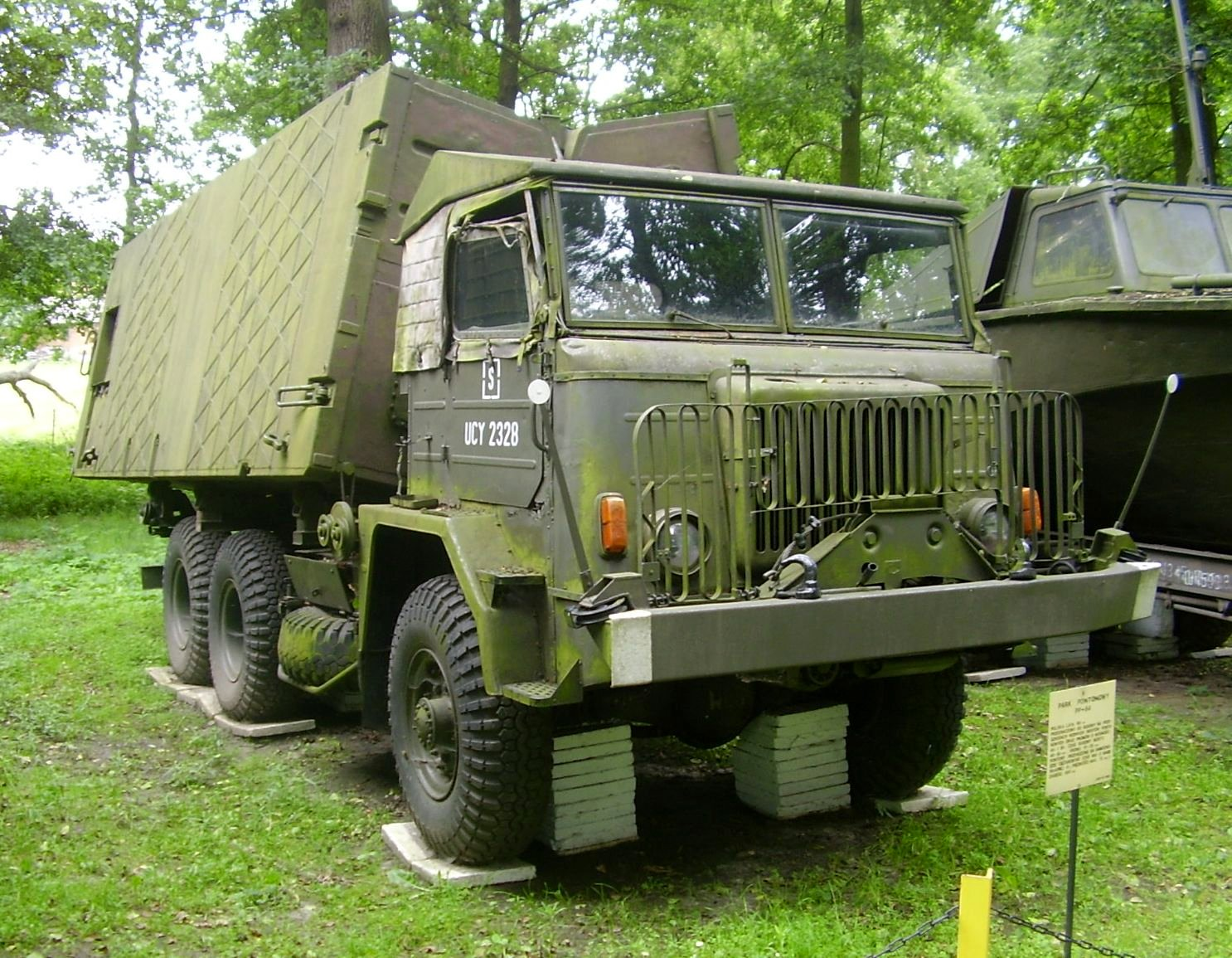
Star 660 z pontonami PP-64

Park pontonowy – przewoźny lub samobieżny zestaw sprzętu i urządzeń przeznaczony do budowy mostów pontonowych oraz promów. Przewoźne parki pontonowe składają się z: pontonów bądź bloków pontonowych, konstrukcji przęsłowych, sprzętu brzegowego, środków motorowych (kutry) i sprzętu pomocniczego. Są one przewożone samochodami lub na przyczepach. W skład samobieżnego parku pontonowego wchodzą: pojazdy pływające (amfibie) wyposażone w komplety konstrukcji nośnej (przęsłowej) przystosowane do ich bezpośredniego łączenia w promy lub mosty pontonowe. W zależności od wymaganej nośności przeprawy z parków pontonowych buduje się mosty pontonowe o określonej długości lub określoną liczbę promów. Niektóre parki pontonowe pozwalają na budowę promów kolejowych oraz pomostów do załadunku i wyładunku towarów na wybrzeżach.